# Solvisión
Solvisión es el canal provincial de Guantánamo, fundado en el año 1988. Es el encargado de divulgar las noticias de este territorio de Cuba. Transmite aproximadamente 2 horas diarias de lunes a jueves y los viernes, sábados y domingos en horario nocturno, transmite telenovelas, tales como Suave veneno de Brasil Y Alas, poder y pasión de Argentina. 

## Programas
El programa Entre Valles y Montañas es el principal programa de este telecentro, el mismo ha sido galardonado en varias ocasiones en el Festival Nacional de Telecentros.

## También, transmite programas tales como
- Ya está el café (programa de la cultura guantanamera)

- Somos lo primero (programa conducido por jóvenes y hecho para jóvenes)

- Revista Guantánamo(espacio de entrevistas a personalidades de la cultura, la ciencia y el deporte)

- A tiempo (programa de noticias)

- Datos: Q6131865